# Campeonato Mundial de Para-Atletismo de 2017 - 400 metros feminino
As competições de 400 metros feminino no Campeonato Mundial de Para-Atletismo de 2017 foram divididas em algumas categorias conforme o tipo e grau de deficiência das atletas.

## Sumário de medalhistas
| Cat. | Medalha de ouro              | Medalha de prata                                      | Medalha de bronze        |
| ---- | ---------------------------- | ----------------------------------------------------- | ------------------------ |
| T11  | Liu Cuiqing Guia: Xu Donglin | Diana Laura Coraza Castañeda Guia: Jorge Gasper Cerna | —                        |
| T13  | Leilia Adzhametova           | Sanaa Benhama                                         | Carolina Duarte          |
| T20  | Breanna Clark                | Barbara Niewiedział                                   | Anais Maribel Lara Borja |
| T34  | Hannah Cockroft              | Alexa Halko                                           | Kare Adenegan            |
| T37  | Georgina Hermitage           | Nataliia Kobzar                                       | Jiang Fenfen             |
| T38  | Kadeena Cox                  | Yuka Takamatsu                                        | Torita Blake             |
| T44  | Irmgard Bensusan             | Federica Maspero                                      | Sara Andres Barrio       |
| T47  |                              |                                                       |                          |
| T53  | Zhou Hongzhuan               | Chelsea McClammer                                     | Samantha Kinghorn        |
| T54  | Tatyana McFadden             | Zou Lihong                                            | Cheri Madsen             |

## Categoria T52
A disputa ocorreu em uma final única entre duas atletas, em 14 de julho. A competição não valeu medalhas. Os resultados estão em minutos.
| Pos. | Atleta        | País  | Resultado | Notas |
| ---- | ------------- | ----- | --------- | ----- |
| 1    | Teruyo Tanaka | Japão | 1:21.20   |       |
| 2    | Yuka Kiyama   | Japão | 1:26.30   |       |